# Kongress von Cambrai

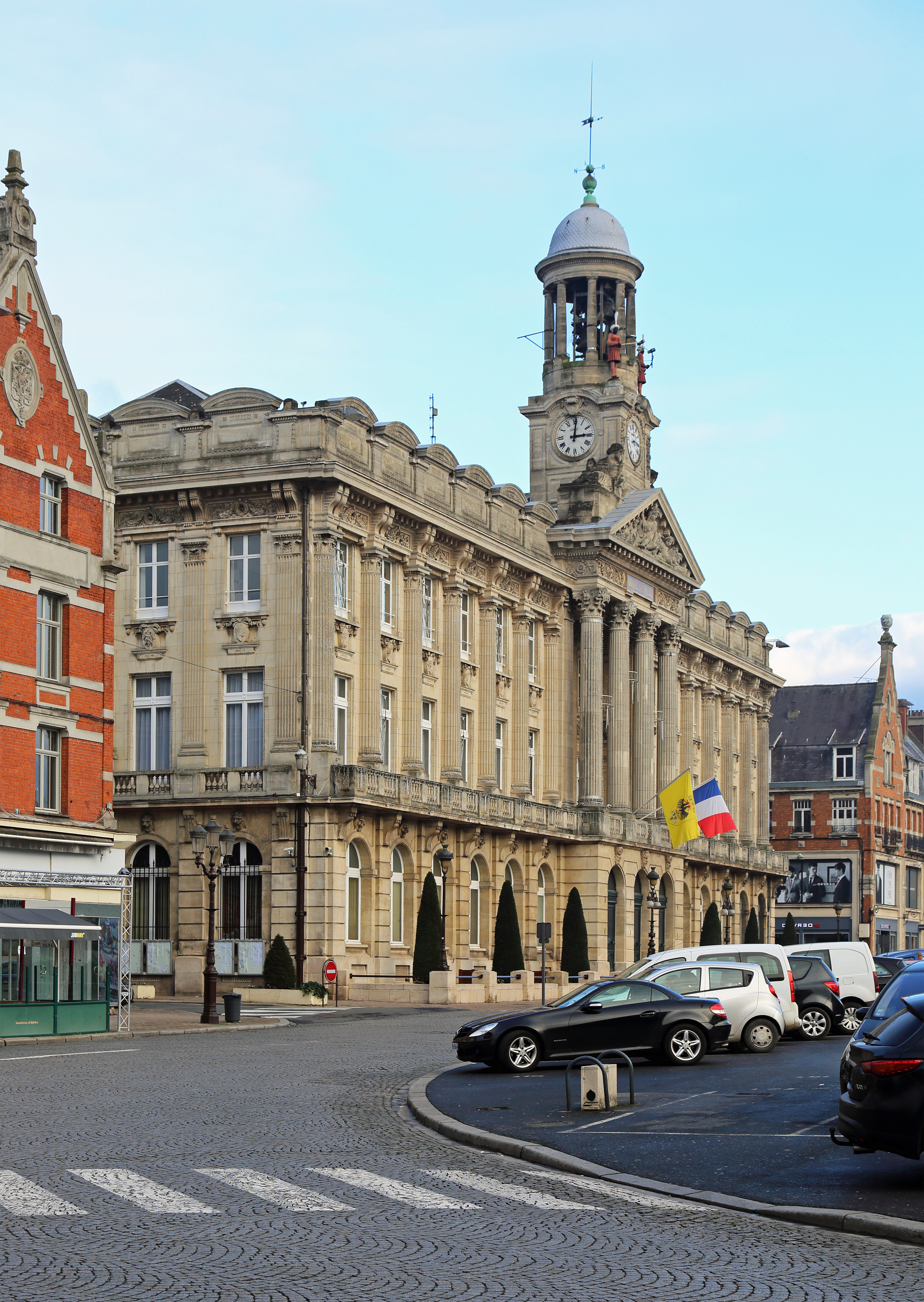
Rathaus Cambrai

Der Kongress von Cambrai (1722–1725), an dem Großbritannien, Frankreich, Vertreter des habsburgischen Kaisers und Spanien teilnahmen, sollte in Cambrai die noch offenen Fragen des Spanischen Erbfolgekriegs und des Kriegs der Quadrupelallianz in Südeuropa endgültig klären.

## Ablauf und Folgen
Cambrai war Verhandlungsort, da es Sitz des Erzbischofs und französischen Ministers unter der Regentschaft von Philippe II. de Bourbons, Guillaume Dubois, war. Erste diplomatische Verhandlungen zwischen Gesandten Kaiser Karls VI. und des spanischen Königs Philipp V. gab es  unter französischer Vermittlung in dem vergleichsweise abgelegenen Ort Cambrai bereits in den Jahren 1720 und 1721. Zudem hatte der britische König Georg I. im Jahr 1721 in einem persönlichen Schreiben an den spanischen König noch einmal die Rückgabe Gibraltars in Aussicht gestellt – freilich ohne dass dies im Parlament durchsetzungsfähig gewesen wäre. Zudem war im selben Jahr sogar ein spanisch-französisch-britisches Defensivbündnis zustande gekommen. Diese Annäherungsversuche hatten die spanischen Erwartungen an die Verhandlungen nachhaltig erhöht.
Die französischen und britischen Vermittler, Dominique Barberie de Saint Contest bzw. Alexander Hume-Campbell und Charles Whitworth, sollten zumindest theoretisch neutral und als Garanten für den Vertrag von London (1718) bei dem Friedenskongress auftreten. Verhandlungen gab es ab 1722, die sich aber weitgehend um formelle Fragen wie die der Präzedenz drehten. Vertreter des Kaisers in Cambrai waren Graf Leopold Johann Victorin von Windisch-Graetz und Christoph Pentenrieder von Adelshausen, die des spanischen Königs der Markgraf Lorenz von Beretti Landi und der Graf San Esteban. Anwesend waren auch Gesandte des Großherzogtums Toskana (Neri Maria Corsini), Savoyens (Graf Provana) und des Papstes (Anton Rota).

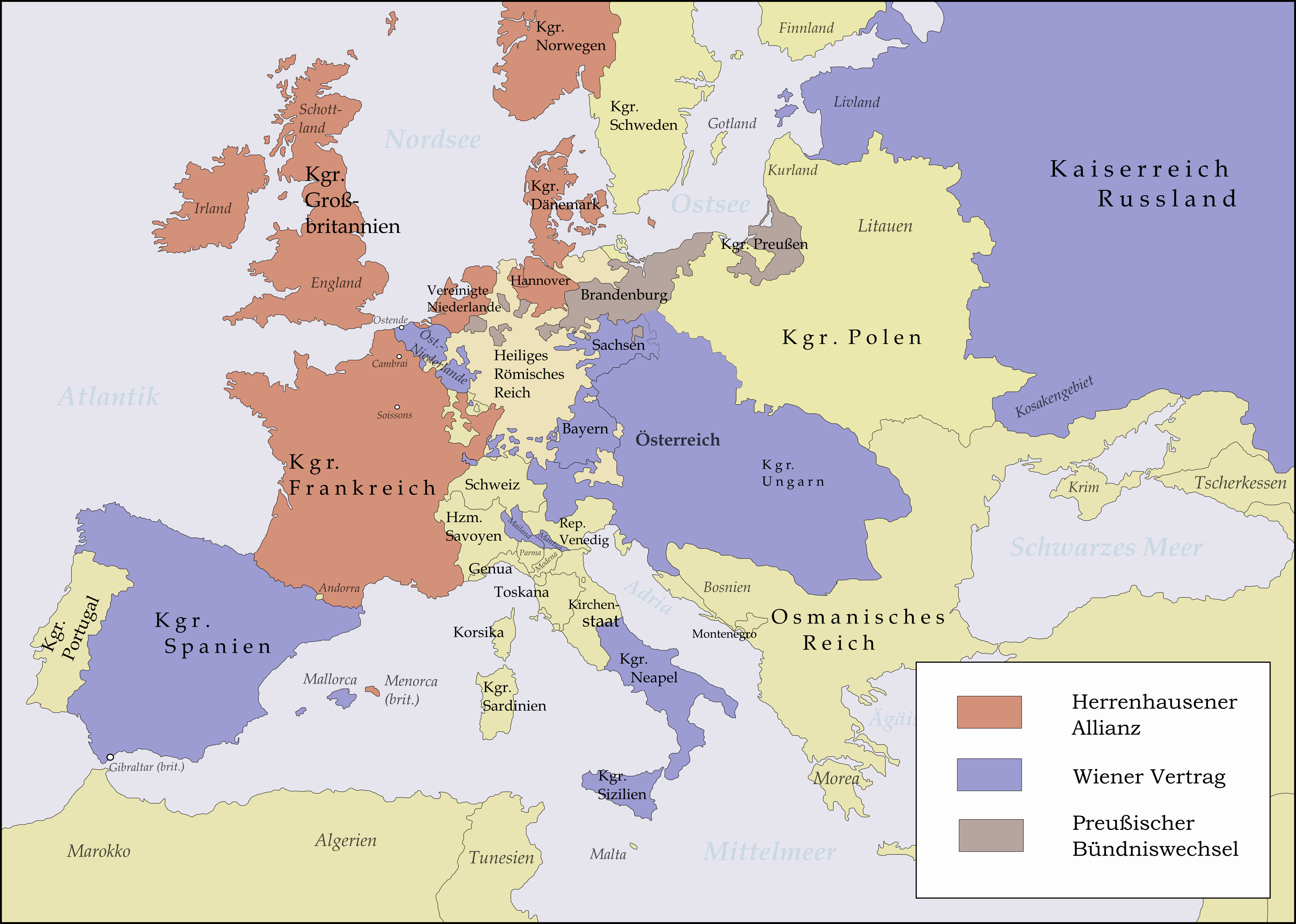
Die Partner der Herrenhausener Allianz (Rot) und diejenigen des Wiener Vertrages (Blau) 1725/30

Der eigentliche Kongress wurde dann am 26. Februar 1724 im Rathaus von Cambrai offiziell eröffnet.  Da aber in der Folge recht ergebnislos über die Auflösung der Ostende-Kompanie, die Sekundogenituren in Italien und die Restitution Gibraltars gestritten wurde, setzte sich bei der spanischen Regierung der Eindruck durch, dass man nur über einen Ausgleich mit Wien die weitgesteckten Ziele erreichen könne. In Geheimverhandlungen, die von dem Niederländer Juan Guillermo Riperdá (1684–1737) vermittelt wurden, verständigten sich Kaiser Karl VI. und der spanische König Philipp V., der nach dem kurzen Intermezzo Ludwigs I. wieder im Amt war, auf eine weitreichende Kooperation, deren Eckpunkte am 1. Mai 1725 im Vertrag von Wien festgehalten wurden: Beide Herrscher erkannten gegenseitig ihre Herrschaft und territoriale Integrität an, Spanien garantierte die Pragmatische Sanktion, Karl VI. stimmte der Einrichtung der Sekundogenituren zu und versicherte seine Unterstützung bei der Wiedererlangung Gibraltars durch Spanien. Und zuletzt räumte die spanische Regierung der Ostende-Kompanie weitreichende Handelskonzessionen ein. Die Nachricht vom Abschluss des Vertrages im Mai 1725 „schlug wie eine Bombe ein“ und führte schnell zur Auflösung des Kongresses in Cambrai.
Daraufhin schlossen auf Initiative des britischen Premierministers Robert Walpole Großbritannien, Frankreich und Brandenburg-Preußen (sowie später die Niederländische Republik) in der Allianz von Herrenhausen ein Bündnis gegen Spanien. Brandenburg-Preußen ging jedoch im Vertrag von Berlin (1728) recht bald in das Lager des Kaisers über. Zum Ausbruch eines drohenden Krieges zwischen den beiden Bündnissystemen kam es allerdings nicht. Der Wiener Vertrag von 1731 löste die Bündniskonstellationen schließlich auf.